# Trimma benjamini
Trimma benjamini là một loài cá biển thuộc chi Trimma trong họ Cá bống trắng. Loài này được mô tả lần đầu tiên vào năm 1996.

## Từ nguyên
Từ định danh benjamini được đặt theo tên của Peter Benjamin, làm việc tại Phòng thí nghiệm phim Benjamin (Toronto), người đã tham gia nhiều cuộc thám hiểm.

## Phân bố và môi trường sống
Từ vịnh Nha Trang (Việt Nam), T. benjamini có phân bố trải dài về phía đông đến Tonga và quần đảo Samoa, ngược lên phía bắc tới quần đảo Marshall, xa về phía nam đến rạn san hô Great Barrier và Nouvelle-Calédonie.
T. benjamini sống trên các rạn san hô ở độ sâu đến ít nhất là 90 m (thường thấy ở độ sâu từ 4 đến 35 m).

## Tình trạng phân loại
Theo nghiên cứu của Winterbottom và cộng sự (2014), dường như có ba nhóm đơn bội ở T. benjamini đụa trên phân tích các mẫu vật thu thập từ Palau (nhóm 1), quần đảo Raja Ampat (nhóm 2), rạn san hô Great Barrier - Nouvelle-Calédonie - đảo New Britain (nhóm 3).

## Mô tả
Chiều dài chuẩn lớn nhất được ghi nhận ở T. benjamini là 3 cm. Cá có màu đỏ, đầu có một vạch màu xanh lam xám từ rìa dưới trước mắt đến giữa hàm.
Số gai ở vây lưng: 7; Số tia ở vây lưng: 9–10; Số gai ở vây hậu môn: 1; Số tia ở vây hậu môn: 8–10.

## Sinh thái
T. benjamini sống đơn độc hoặc hợp thành những nhóm lỏng lẻo, ăn sinh vật phù du. Tuổi thọ cao nhất được ghi nhận ở loài cá này là 140 ngày, với thời gian cá bột ở vùng nước nổi trung bình là 24% tuổi thọ tối đa.